# Луїс Фірміно
Луїс Фірміно (порт. Émerson Luiz Firmino, нар. 28 липня 1973, Кампінас) — бразильський футболіст, нападник німецького нижчолігового клубу «Ітцего».

## Ігрова кар'єра
У дорослому футболі дебютував 1991 року виступами за команду німецького клубу «Гамбург», в якій провів три сезони, взявши участь лише у 4 матчах чемпіонату. 
Згодом з 1994 по 2010 рік грав у складі команд клубів «Гольштайн», «Дніпро» (Дніпропетровськ) (у складі якого відзначився 7 голами у 14 матчах чемпіонату України), «Санкт-Паулі», «Греміо», МВВ, «Юрдінген 05», «Катар СК», «Тяньцзінь Теда», «Уніон» (Берлін), «Америка» та гондураський «Реал Еспанья».
2011 року повернувся до Німеччини, грав за нижчолігові «Годженестедт» та «Ітцего». 